# Кампус
Кампус је област у којој је смештен колеџ или универзитет. Реч кампус води порекло из латинске речи campus која значи поље или отворени простор.
Појам кампус углавном се користи у САД и укључује зграде у којима су смештене учионице, лабораторије, библиотеке, студентски дом и њихово окружење. Тај појам је први пут употребљен у вези са Колеџом Њу Џерзија (данашњим Универзитетом Принстон), почетком 18. века, али је он тада означавао само један део универзитетског поседа. Реч кампус је, у данашњем значењу, почела да се користи током 20. века.
Понекада се кампусом називају сличне целине које нису везане за универзитетске, већ за пословне или болничке зграде.

## Етимологија
Реч потиче од латинске речи за „поље“ и први пут је коришћена да опише велико поље у близини Насау Хола колеџа у Њу Џерзију (данас Универзитет Принстон) 1774. године. Поље је одвајало Принстон од оближњег малог града.
Неки други амерички колеџи су касније усвојили ту реч да описује појединачне области у својим институцијама, али „кампус“ још није описивао целокупну универзитетску имовину. Школа може имати један простор који се зове кампус, други који се зове поље, а трећи који се зове двориште.

## Историја
Традиција кампуса почела је са средњовековним европским универзитетима где су студенти и наставници живели и радили заједно у затвореном окружењу.. Појам важности окружења за академски живот касније је прешао у Америку, а ране колонијалне образовне институције биле су засноване на шкотском и енглеском колегијалном систему.
Кампус је еволуирао од затвореног модела у Европи до разноликог скупа независних стилова у Сједињеним Државама. Сви рани колонијални колеџи су изграђени у власничким стиловима, а неки су били смештени у појединачним зградама, као што је кампус Универзитета Принстон или распоређени у верзији клаустра који одражава америчке вредности, као што је Харвард. Дизајн кампуса и архитектура колеџа широм САД еволуирали су као одговор на трендове у ширем свету, од којих већина представља неколико различитих савремених и историјских стилова и аранжмана.

## Корисници
Значење се проширило на целокупну институционалну својину током 20. века, са старим значењем које се на неким местима задржало у 1950-им.

### Пословне зграде
Понекад се земљишта на којима се налазе пословне зграде компаније, заједно са  самим зградама, називају кампусима. Мајкрософтов кампус у Редмонду, у Вашингтону, је добар пример ове употребе. Болнице, па чак и аеродроми понекад користе овај термин да опишу територију својих објеката.

### Универзитети
Реч кампус је такође примењена на европске универзитете, иако се неке такве институције (посебно, „древни“ универзитети као што су Болоња, Падова, Оксфорд и Кембриџ) карактеришу власништвом над појединачним зградама у урбаним срединама налик универзитетском граду, а не великим травњаци налик парку у којима се постављају зграде.